# Oxyceros bispinosus
Oxyceros bispinosus är en måreväxtart som först beskrevs av William Griffiths, och fick sitt nu gällande namn av Deva D. Tirvengadum. Oxyceros bispinosus ingår i släktet Oxyceros och familjen måreväxter. Inga underarter finns listade i Catalogue of Life.